# Плаксивый, Владислав Михайлович
Владисла́в Миха́йлович Плакси́вый (укр. Владислав Михайлович Плаксивий; Голозубинцы) — украинский военнослужащий, старший сержант, участник российско-украинской войны. Герой Украины (2024).

## Биография
Родился в селе Голозубинцы Дунаевецкого района Хмельницкой области. Окончил местную школу, затем поступил в Каменец-Подольский колледж пищевой промышленности.
С 2019 года служит по контракту в Вооружённых силах Украины. Прошёл путь от сапёра до командира инженерно-сапёрного взвода в составе 48-й инженерной бригады.
В начале полномасштабного вторжения России в Украину находился на передовой в Донецкой области. Благодаря инженерным заграждениям, установленным его подразделением, за четыре месяца 2022 года было уничтожено более 20 единиц бронетехники противника.
В 2024 году участвовал в боях на территории Курской области. Под интенсивным обстрелом прорубил проходы в минно-взрывных заграждениях первой линии обороны российскиз войск, что позволило украинским силам продвинуться вперёд.

## Награды
- Звание «Герой Украины» с удостоением ордена «Золотая Звезда» (1 ноября 2024) — за личное мужество и героизм, проявленные в защите государственного суверенитета и территориальной целостности Украины, верность военной присяге[3].